# France Vurnik
France Vurnik je bil slovenski pesnik, kritik in prevajalec, * 2. december 1933, Radovljica, † 21. november 2023, pokopan v Ljubljani na Žalah.  

## Življenje
France Vurnik se je rodil 2. decembra 1933. Bil je šesti otrok  kamnoseku Alojziju Vurniku in  Heleni Vurnik, rojeni Kocijančič. Živeli so v Radovljici na Gradišču.  Osnovno šol je obiskoval v rodni Radovljici v Kraljevini Jugoslaviji, po začetku nemške okupacije pa se je vpisal v višjo osnovno šolo (nemško Hauptschule) in po koncu vojne in odhodu Nemcev opravil sprejemni izpit za vpis na nižjo gimnazijo v Radovljici. Končal jo je maja 1948 in se vpisal na gimnazijo v Kranju. Po končani maturi leta 1953 je šolanje nadaljeval na Filozofski fakulteti Univerze v Ljubljani. Tam je študiral slovenski in ruski jezik z literaturo in diplomiral leta 1959.
Nato je pričel s služenjem vojaškega roka v Titogradu (današnja Podgorica) v Črni gori. Pol roka je imel funkcijo "nišandžije kot bestrzajnog topa", polovico pa kot "čato" v povelju garizona.  Po odsluženju roka se je leta 1961 zaposlil na Radiu Ljubljana: deset let je najprej delal v uredništvu poročil, leta 1972 je bil premeščen v Uredništvo kulturnih in literarnih oddaj, maja istega  leta pa postal urednik uredništva radijskih iger. Od junija 1972 do septembra 1973 je bil novinar in gledališki kritik v kulturni redakciji Dnevnika. Istega leta je postal član Društva slovenskih pisateljev, kjer je hitro postal tajnik predsednika Miška Kranjca in podpredsednice Mire Mihelič. 
Eno leto kasneje je bil ravnatelj Slovanske knjižnice (1973–1974) in nato vodja enega izmed oddelkov v NUK, septembra 1979 pa se je vrnil na Radio Ljubljana. Od marca 1991 je bil direktor TOZD oz. poslovne enote Radia Slovenija vse do  upokojitve maja 1995.

## Delo
Svoje literarno ustvarjanje je začel s pisanjem poezije v gimnazijskih letih. Svoje pesmi je objavljal v zborniku kranjskih gimnazijcev Plamenica (1953) ter v Problemih (1964) in Snovanjih (1969, 1971–2), največ pa jih je objavil v Dialogih (od 1968). Izdal je dve pesniški zbirki: Pred zidom in onkraj (1969) in Vsegazavedanje (1972).
V 70. letih je podpiral usmeritev, ki sta jo poskušala utemeljiti Tone Kuntner in Herman Vogel. V močno refleksivni izpovedi se je neposredno dotaknil sodobnih duhovnih in moralnih vprašanj. Oblikoval jih je na osnovi tradicionalnih vrednot, tako da je raziskoval gorenjsko kulturo in folkloro (v njegovih pesmih se pojavljajo motivi pogreba, poroke, krsta – v zbirki Pred zidom in onkraj). Vedel je, da so te tradicije mimo in da mora v sedanjem času vsak posameznik najti svoj smisel življenja. Zanj je svet sklenjena celota in vsako misel na pobeg iz ujetosti iz njega vidi le kot samoprevaro. Neprestana prisotnost vprašanj o koncu pa človeka opominja na pomen lepih trenutkov.
Najbolj se je ukvarjal z gledališko kritiko. Začel je leta 1956 v Glasu Gorenjske s kritiko o Linhartovi Županovi Micki (št. 96), kasneje pa objavljal v Tribuni (1957–8) in Naši Sodobnosti (od 1961). Od leta 1962 je sistematično spremljal gledališča kot radijski kritik, deset let kasneje pa postal stalni gledališki kritik Dnevnika.
Literarne ocene je pisal v Razgledu (od 1958), Naši Sodobnosti (od 1958), Rodni grudi (od 1963) in v Dnevniku (od 1972), prav tako pa je pisal ocene za radio. Napisal je tudi mladinsko igro Pošta Balon, prirejeno po noveli Lojzeta Kovačiča, ki je bila uprizorjena v Mestnem gledališču Ljubljanskem leta 1963 ter dramatiziral Jenkovo novelo Jeprški učitelj, ki se je predvajala na RTV leta 1969, in Suhodolčanov roman Najdaljša noč, predvajan na Radiu Ljubljana leta 1981. Na radiu je pripravljal veliko prispevkov o poeziji (Literarni nokturno), za rubriko Literarni večeri priredil slovenske klasike in urejal oddaje Jezikovni pogovori, katerih gradivo je kasneje izdal v knjižni obliki (1965, 1967).
Je avtor književnega eseja o Pasternakovem romanu Doktor Živago (1968) in o dramatiki Bratka Krefta. Napisal pa je tudi veliko spremnih besed k leposlovnim knjigam. V sezonah 1964/5 in 1965/6 je bil urednik gledališkega lista Mestnega gledališča Ljubljanskega.
Deloval pa je tudi kot prevajalec. Prevajal je iz južno- in vzhodnoslovanskih jezikov, največ iz srbohrvaškega, makedonskega in ruskega jezika. Izbral je številne avtorje in literarne zvrsti. Med njegovimi prevodi so proza pisateljev Hasana Seidbejlija, Slobodana Asanovića, Antuna Gustava Matoša, Ivana Bunina, poezija avtorjev Debore Vaarandi, Bulata Shalvoviča Okudžava, Marina Franičevića, Ivana Gorana Kovačića, Andrije Palmovića, Janka Polića Kamova in dramatika Blagoja Ivanova, Valentina Zaharoviča Arzenikova, Sergeja Mihalkova, Tometa Arsovskega, Nikolaja Gogolja in Aleksandra Vampilova. Prevedel je tudi nekatere Leninove spise (1979).

## Nagrade
Za delo v radijski kulturni redakciji je Vurnik leta 1966 prejel Tomšičevo nagrado.